# Litteraturåret 1861

## Nya böcker
- Christina, drottning af Sverige av Wilhelmina Stålberg
- Grupper och personager av Orvar Odd
- Mutterrecht av Johann Jakob Bachofen

## Födda
- 19 mars – Olof Johan Hedner (död 1930), svensk pekoralist.
- 13 april – Fredrik Lindholm (död 1938), svensk tidningsman, författare och dramatiker.
- 7 maj – Rabindranath Tagore (död 1941), indisk författare och Nobelpristagare.
- 20 juni – Karl Johan Gabrielsson (död 1901), svensk författare.
- 29 juni – Rosa Arbman (död 1919), svensk författare.
- 11 september – Juhani Aho (död 1921), finländsk författare.
- 3 december – Robert Sherard (död 1943), engelsk författare och journalist.
- 15 december – Anna Ölander (död 1939), svensk författare och översättare.
- 17 december – Axel Lundegård (död 1930), svensk författare.
- 19 december – Italo Svevo (död 1928), italiensk författare.
- okänt datum – Maurice Hewlett (död 1923), brittisk författare.

## Avlidna
- 17 januari – Malla Silfverstolpe (född 1782), svensk författare.
- 20 februari – Eugène Scribe (född 1791), fransk författare.
- 10 mars – Taras Sjevtjenko (född 1814), Ukrainas nationalskald.
- 29 juni – Elizabeth Barrett Browning (född 1806), brittisk poet.